# Cinquième circonscription de l'Oise (1958-1986)
La cinquième circonscription de l'Oise est une ancienne circonscription législative de l'Oise sous la Cinquième République de 1958 à 1986.

## Description géographique, historique et démographique
Par ordonnance du 13 octobre 1958 relative à l'élection des députés à l'Assemblée nationale, la cinquième circonscription est créée et est délimitée par les cantons suivants :
- Canton d'Auneuil
- Canton de Beauvais-Sud-Ouest
- Canton de Chaumont-en-Vexin
- canton du Coudray-Saint-Germer
- Canton de Méru
- Canton de Mouy
- Canton de Noailles
- Canton de Songeons[1].

La circonscription regroupe une majorité des cantons de l'arrondissement de Beauvais et un canton de l'arrondissement de Clermont.
La loi organique du 10 juillet 1985 entraîne la suppression de la circonscription lors des élections législatives de 1986 qui se sont déroulées selon un mode de scrutin proportionnel à un seul tour par listes départementales. Elle dote également le département de l'Oise de sept députés pour la prochaine législature au lieu de cinq depuis le début de la Ve République.
Les lois organiques du 11 juillet 1986 et du 24 novembre 1986 recréent la cinquième circonscription de l'Oise selon un nouveau découpage et en tenant compte du nombre de sept députés pour représenter le département de l'Oise à l'Assemblée nationale,,. La nouvelle circonscription ne correspond pas au précédent découpage de 1958. La deuxième circonscription, la troisième circonscription et la septième circonscription de l'Oise se partagent les cantons de l'ancienne circonscription selon le découpage de 1986.

## Description politique
| Législature | Début de mandat | Fin de mandat  | Député               | Parti politique | Observations |
| ----------- | --------------- | -------------- | -------------------- | --------------- | --- |
| Ire         | 9 décembre 1958 | 9 octobre 1962 | François Bénard      | UNR             | Conseiller général du canton de Marseille-en-Beauvaisis Mandat écourté à la suite d'une dissolution parlementaire décidée par Charles de Gaulle.                                   |
| IIe         | 6 décembre 1962 | 2 avril 1967   | François Bénard      | UNR-UDT         | Conseiller général du canton de Marseille-en-Beauvaisis |
| IIIe        | 3 avril 1967    | 30 mai 1968    | François Bénard      | UD-Ve           | Conseiller général du canton de Marseille-en-Beauvaisis Mandat écourté à la suite d'une dissolution parlementaire décidée par Charles de Gaulle.                                   |
| IVe         | 11 juillet 1968 | 1er avril 1973 | François Bénard      | UDR             | Conseiller général du canton de Marseille-en-Beauvaisis |
| Ve          | 2 avril 1973    | 1er mars 1978  | François Bénard      | UC              | Conseiller général du canton de Marseille-en-Beauvaisis. Décédé le 1er mars 1978 Suppléant et remplaçant de François Bénard. Conseiller général du canton du Coudray-Saint-Germer. |
| Ve          | 3 mars 1978     | 2 avril 1978   | Michel Commelin      | RPR             | Conseiller général du canton de Marseille-en-Beauvaisis. Décédé le 1er mars 1978 Suppléant et remplaçant de François Bénard. Conseiller général du canton du Coudray-Saint-Germer. |
| VIe         | 3 avril 1978    | 22 mai 1981    | Jean-François Mancel | RPR             | Conseiller général du canton de Noailles Mandat écourté à la suite d'une dissolution parlementaire décidée par François Mitterrand.                                                |
| VIIe        | 2 juillet 1981  | 1er avril 1986 | Guy Vadepied         | PS              | Maire de Méru |

## Historique des résultats

### Élections de 1958
| Candidat       | Candidat            | Parti          | Premier tour | Premier tour | Second tour | Second tour |  |
| Candidat       | Candidat            | Parti          | Voix         | %            | Voix        | %           |  |
| -------------- | ------------------- | -------------- | ------------ | ------------ | ----------- | ----------- |  |
|                | François Bénard élu | UNR            | 14 571       | 39,58        | 19 318      | 54,25       |  |
|                | Simone Roussillat   | PCF            | 8 835        | 24,00        | 9 671       | 27,16       |  |
|                | Marc Toutain        | SFIO           | 6 730        | 18,28        | 6 618       | 18,59       |  |
|                | Michel Gorin        | CR             | 6 680        | 18,14        | Retrait     | Retrait     |  |
|                |                     |                |              |              |             |             |  |
| Inscrits       | Inscrits            | Inscrits       | 47 044       | 100,00       | 47 022      | 100,00      |  |
| Abstentions    | Abstentions         | Abstentions    | 8 828        | 18,77        | 9 919       | 21,09       |  |
| Votants        | Votants             | Votants        | 38 216       | 81,23        | 37 103      | 78,91       |  |
| Blancs et nuls | Blancs et nuls      | Blancs et nuls | 1 400        | 3,66         | 1 496       | 4,03        |  |
| Exprimés       | Exprimés            | Exprimés       | 36 816       | 96,34        | 35 607      | 95,97       |  |

Le suppléant de François Bénard était Michel Commelin, directeur de secrétariat, conseiller général du canton du Coudray-Saint-Germer.

### Élections de 1962
|                | François Bénard sortant réélu | UNR-UDT        | 19 199 | 58,20  |  |  |  |
|                | André Bouchoou                | PCF            | 7 867  | 23,85  |  |  |  |
|                | Marc Toutain                  | SFIO           | 4 436  | 13,45  |  |  |  |
|                | René Théophile                | Extrême droite | 1 488  | 4,51   |  |  |  |
|                |                               |                |        |        |  |  |  |
| Inscrits       | Inscrits                      | Inscrits       | 47 380 | 100,00 |  |  |  |
| Abstentions    | Abstentions                   | Abstentions    | 13 081 | 27,61  |  |  |  |
| Votants        | Votants                       | Votants        | 34 299 | 72,39  |  |  |  |
| Blancs et nuls | Blancs et nuls                | Blancs et nuls | 1 309  | 3,82   |  |  |  |
| Exprimés       | Exprimés                      | Exprimés       | 32 990 | 96,18  |  |  |  |

Le suppléant de François Bénard était Michel Commelin, directeur de secrétariat, conseiller général du canton du Coudray-Saint-Germer.

### Élections de 1967
|                | François Bénard sortant réélu | UD-Ve          | 20 794 | 51,03  |  |  |  |
|                | Bérangère Lorichon            | PCF            | 9 286  | 22,79  |  |  |  |
|                | Maurice César                 | FGDS (SFIO)    | 7 381  | 18,12  |  |  |  |
|                | Jean Dusausoy                 | CD (PDM)       | 3 284  | 8,06   |  |  |  |
|                |                               |                |        |        |  |  |  |
| Inscrits       | Inscrits                      | Inscrits       | 48 464 | 100,00 |  |  |  |
| Abstentions    | Abstentions                   | Abstentions    | 6 540  | 13,49  |  |  |  |
| Votants        | Votants                       | Votants        | 41 924 | 86,51  |  |  |  |
| Blancs et nuls | Blancs et nuls                | Blancs et nuls | 1 179  | 2,81   |  |  |  |
| Exprimés       | Exprimés                      | Exprimés       | 40 745 | 97,19  |  |  |  |

Le suppléant de François Bénard était Michel Commelin, directeur de secrétariat, conseiller général du canton du Coudray-Saint-Germer,

### Élections de 1968
|                | François Bénard sortant réélu | UDR (URP)      | 25 089 | 60,88  |  |  |  |
|                | Bérangère Lorichon            | PCF            | 8 131  | 19,73  |  |  |  |
|                | Maurice César                 | FGDS (SFIO)    | 6 384  | 15,49  |  |  |  |
|                | Pierre Girod                  | PSU            | 1 607  | 3,90   |  |  |  |
|                |                               |                |        |        |  |  |  |
| Inscrits       | Inscrits                      | Inscrits       | 49 193 | 100,00 |  |  |  |
| Abstentions    | Abstentions                   | Abstentions    | 6 992  | 14,21  |  |  |  |
| Votants        | Votants                       | Votants        | 42 201 | 85,79  |  |  |  |
| Blancs et nuls | Blancs et nuls                | Blancs et nuls | 990    | 2,35   |  |  |  |
| Exprimés       | Exprimés                      | Exprimés       | 41 211 | 97,65  |  |  |  |

Le suppléant de François Bénard était Michel Commelin.

### Élections de 1973
| Candidat       | Candidat                      | Parti          | Premier tour | Premier tour | Second tour | Second tour |  |
| Candidat       | Candidat                      | Parti          | Voix         | %            | Voix        | %           |  |
| -------------- | ----------------------------- | -------------- | ------------ | ------------ | ----------- | ----------- |  |
|                | François Bénard sortant réélu | UDR (URP)      | 17 997       | 40,02        | 24 094      | 55,34       |  |
|                | Jean Sylla                    | PCF            | 10 641       | 23,66        | 19 445      | 44,66       |  |
|                | Pierre Bracque                | MRG (UGSD)     | 8 670        | 19,28        | Retrait     | Retrait     |  |
|                | Michel Gorin                  | Divers droite  | 7 665        | 17,04        | Retrait     | Retrait     |  |
|                |                               |                |              |              |             |             |  |
| Inscrits       | Inscrits                      | Inscrits       | 53 681       | 100,00       | 53 651      | 100,00      |  |
| Abstentions    | Abstentions                   | Abstentions    | 7 684        | 14,31        | 7 926       | 14,77       |  |
| Votants        | Votants                       | Votants        | 45 997       | 85,69        | 45 725      | 85,23       |  |
| Blancs et nuls | Blancs et nuls                | Blancs et nuls | 1 024        | 2,23         | 2 186       | 4,78        |  |
| Exprimés       | Exprimés                      | Exprimés       | 44 973       | 97,77        | 43 539      | 95,22       |  |

Le suppléant de François Bénard était Michel Commelin. Michel Commelin remplaça François Bénard, décédé, du 3 mars au 2 avril 1978.

### Élections de 1978
| Candidat       | Candidat                 | Parti          | Premier tour | Premier tour | Second tour | Second tour |  |
| Candidat       | Candidat                 | Parti          | Voix         | %            | Voix        | %           |  |
| -------------- | ------------------------ | -------------- | ------------ | ------------ | ----------- | ----------- |  |
|                | Jean Sylla               | PCF            | 14 376       | 25,70        | 26 839      | 47,80       |  |
|                | Jean-François Mancel élu | RPR            | 14 153       | 25,30        | 29 315      | 52,20       |  |
|                | René Lenoir              | UDF (MDSF)     | 12 280       | 21,95        | Retrait     | Retrait     |  |
|                | Pierre Bracque           | PS             | 9 233        | 16,51        | Retrait     | Retrait     |  |
|                | Jean Guludec             | PSD            | 3 849        | 6,88         |             |             |  |
|                | Aline Méchin             | LO             | 1 490        | 2,66         |             |             |  |
|                | M. Hilaire               | UOPDP          | 556          | 0,99         |             |             |  |
|                |                          |                |              |              |             |             |  |
| Inscrits       | Inscrits                 | Inscrits       | 65 656       | 100,00       | 65 681      | 100,00      |  |
| Abstentions    | Abstentions              | Abstentions    | 8 240        | 12,55        | 7 628       | 11,61       |  |
| Votants        | Votants                  | Votants        | 57 416       | 87,45        | 58 053      | 88,39       |  |
| Blancs et nuls | Blancs et nuls           | Blancs et nuls | 1 479        | 2,58         | 1 899       | 3,27        |  |
| Exprimés       | Exprimés                 | Exprimés       | 55 937       | 97,42        | 56 154      | 96,73       |  |

Le suppléant de Jean-François Mancel était André Bonal, ingénieur agronome, conseiller général du canton de Noailles, maire de Warluis.

### Élections de 1981
| Candidat       | Candidat                     | Parti          | Premier tour | Premier tour | Second tour | Second tour |  |
| Candidat       | Candidat                     | Parti          | Voix         | %            | Voix        | %           |  |
| -------------- | ---------------------------- | -------------- | ------------ | ------------ | ----------- | ----------- |  |
|                | Jean-François Mancel sortant | RPR (UNM)      | 25 176       | 47,05        | 28 127      | 49,58       |  |
|                | Guy Vadepied élu             | PS             | 15 991       | 29,89        | 28 603      | 50,42       |  |
|                | Jean Sylla                   | PCF            | 9 781        | 18,28        | Retrait     | Retrait     |  |
|                | Raymond Laffolley            | Rad            | 1 653        | 3,09         |             |             |  |
|                | Dominique Palacio            | LO             | 904          | 1,69         |             |             |  |
|                | J. Vigneron                  | PFN            | 2            | 0,00         |             |             |  |
|                |                              |                |              |              |             |             |  |
| Inscrits       | Inscrits                     | Inscrits       | 70 740       | 100,00       | 70 732      | 100,00      |  |
| Abstentions    | Abstentions                  | Abstentions    | 16 446       | 23,25        | 13 101      | 18,52       |  |
| Votants        | Votants                      | Votants        | 54 294       | 76,75        | 57 631      | 81,48       |  |
| Blancs et nuls | Blancs et nuls               | Blancs et nuls | 787          | 1,45         | 901         | 1,56        |  |
| Exprimés       | Exprimés                     | Exprimés       | 53 507       | 98,55        | 56 730      | 98,44       |  |

Le suppléant de Guy Vadepied était Henri Bonan, Vice-Président du Conseil général, conseiller général du canton de Beauvais-Sud-Ouest, maire adjoint de Beauvais.